# 97
Het jaar 97 is het 97e jaar in de 1e eeuw volgens de christelijke jaartelling.

## Gebeurtenissen

### Italië
- In Rome worden Nerva Caesar Augustus (derde maal) en Lucius Verginius Rufus door de Senaat herkozen tot consul van het Imperium Romanum.
- Keizer Nerva wordt door de pretoriaanse garde gedwongen, Marcus Ulpius Trajanus, gouverneur van Germania Superior, als zijn adoptiefzoon en troonopvolger te erkennen.
- Sextus Julius Frontinus wordt benoemd tot curator aquarum, beheerder van de hoofdstedelijke aquaducten.
- Publius Cornelius Tacitus wordt tot consul suffectus aangesteld.

### Brittannië
- Koning Coilus (r. 97 - 137) volgt zijn vader Marius op als heerser van Brittannië. Hij onderhoudt nauwe handelsbetrekkingen met Rome.

### China
- Ban Chao stuurt zijn afgezant Gan Ying om contact te leggen met het Romeinse Rijk. Hij bereikt Parthië, Mesopotamië en "de westelijke zee" (Perzische Golf).

## Overleden
- Lucius Verginius Rufus, Romeins consul en veldheer
- Titus Petronius Secundus (57), Romeins prefect